# Цзюань (сувій)
Цзюань (сувій;  кит.: 卷, juàn) — одиниця вимірювання обсягу тексту в Китаї. Спочатку цзюань позначав блок бамбукових паличок або шматок шовку, який до винаходу паперу використовувався як матеріал для письма. У сучасній китайській мові — рахункове слово для томів, книг, зошитів. Крім цзюань (рукописів на шовку), в стародавньому Китаї існувала ще одна одиниця вимірювання — пянь (зв'язка; 篇), яка позначала зв'язку бамбукових дощечок із записаним на них текстом.
Залежно від обсягу твору, слово цзюань може перекладатися на інші мови як розділ, частина, або опускається при перекладі.